# Comuna Gradec, Zagreb
Gradec este o comună în cantonul Zagreb, Croația, având o populație de 3.681 de locuitori (2011).

## Demografie
Componența etnică a comunei Gradec
     Croați (98,4%)
     Necunoscut (0,35%)
     Neclasificat (1,14%)
Componența confesională a comunei Gradec
     Catolici (96,17%)
     Ortodocși (1,58%)
     Necunoscută (0,87%)
     Alte religii (1,39%)
Conform recensământului din 2011, comuna Gradec avea 3.681 de locuitori. Din punct de vedere etnic, majoritatea locuitorilor (98,4%) erau croați. Apartenența etnică nu este cunoscută în cazul a 0,35% din locuitori. Din punct de vedere confesional, majoritatea locuitorilor (96,17%) erau catolici, cu o minoritate de ortodocși (1,58%). Pentru 0,87% din locuitori nu este cunoscută apartenența confesională.